# Tour Minage
Tour Minage fue la segunda gira que Mónica Naranjo realizó en España para promocionar su álbum Minage (2000). En el Tour, además de las canciones del álbum en promoción, también se interpretaron canciones de sus anteriores álbumes, como Palabra de mujer (1997) o su álbum debut Mónica Naranjo (1994).

## Repertorio de la gira
1. "Introducción"
2. "Entender el amor"
3. "If You Leave Me Now"
4. "Sólo se vive una vez"
5. "Empiezo a recordarte"
6. "Ahora, ahora"
7. "Perra enamorada"
8. "Enamorada"
9. "Abismo"
10. "Sentimiento (Interludio)"
11. "Pantera en libertad"
12. "Inmensidad"
13. "Qué Imposible"
14. "Él Se Encuentra Entre Tú Y Yo"
15. "Amando Locamente"
16. "Desátame"
17. "Sobreviviré"

## Fechas de la gira
| Europa                   |                                 |        |                                   |  |
| 30 de junio de 2000      | León                            | España | León Arena                        |  |
| 1 de julio de 2000       | Tenerife                        | España |                                   |  |
| 7 de julio de 2000       | Barcelona                       | España | Discoteca Big Ben                 |  |
| 8 de julio de 2000       | Vilasar de Dalt (Barcelona)     | España | Isla Fantasía                     |  |
| 22 de julio de 2000      | Somozas (La Coruña)             | España |                                   |  |
| 24 de julio de 2000      | Pontevedra                      | España | Plaza de toros                    |  |
| 4 de agosto de 2000      | Pilar de la Horadada (Alicante) | España | Campo de fútbol                   |  |
| 5 de agosto de 2000      | Frigiliana (Málaga)             | España | Polideportivo                     |  |
| 6 de agosto de 2000      | Marbella                        | España | Estadio municipal                 |  |
| 8 de agosto, 2000        | Palma de Mallorca               | España | Cancelado                         |  |
| 12 de agosto de 2000     | Elche (Alicante)                | España | Ciudad deportiva                  |  |
| 16 de agosto de 2000     | La Coruña                       | España | Coliseum da Coruña                |  |
| 18 de agosto de 2000     | Xátiva (Valencia)               | España | Cancelado por prescripción médica |  |
| 19 de agosto de 2000     | Benidorm (Alicante)             | España | Cancelado por prescripción médica |  |
| 24 de agosto de 2000     | Almería                         | España | Cancelado por prescripción médica |  |
| 26 de agosto de 2000     | Los Barrios (Cádiz)             | España | Cancelado por prescripción médica |  |
| 2 de septiembre de 2000  | Daimiel (Ciudad Real)           | España | Auditorio                         |  |
| 8 de septiembre de 2000  | Albacete                        | España | Campo de fútbol                   |  |
| 10 de septiembre de 2000 | Tortosa (Tarragona)             | España | Velódromo                         |  |
| 11 de septiembre de 2000 | Salamanca                       | España | Polideportivo municipal           |  |
| 14 de septiembre de 2000 | Barcelona                       | España | Palacio de Deportes BCN           |  |
| 19 de septiembre de 2000 | Oviedo                          | España | Plaza de Toros                    |  |
| 22 de septiembre de 2000 | Pamplona                        | España | Pabellón Anaitasuna               |  |
| 23 de septiembre de 2000 | Vitoria                         | España | Pabellón Buesa Pepsi              |  |
| 29 de septiembre de 2000 | Dos Hermanas (Sevilla)          | España | Dos Hermanas                      |  |
| 30 de septiembre de 2000 | Granada                         | España | Palacio de Deportes               |  |
| 6 de octubre de 2000     | Madrid                          | España | Palacio de Deportes MAD           |  |
| 7 de octubre de 2000     | San Sebastián                   | España |                                   |  |
| 11 de octubre de 2000    | Jaén                            | España | Auditorio Alameda                 |  |
| 13 de octubre de 2000    | Zaragoza                        | España | Pabellón Príncipe Felipe          |  |

## CD+DVD
El DVD y CD de la Tour Minage, grabado en el Palacio de Deportes de la Comunidad de Madrid, fue sacado a la venta en 2005 junto con un recopilatorio de canciones llamado Colección Privada. 
- Datos: Q6151175